# لويس فيليب، ولي عهد بلجيكا
لويس فيليب، ولي عهد بلجيكا (24 يوليو 1833 - 16 مايو 1834) هو أكبر أبناء ليوبولد الأول ملك بلجيكا ولويز ملكة بلجيكا.